# Otroeda
Otroeda is een geslacht van vlinders van de familie spinneruilen (Erebidae), uit de onderfamilie Lymantriinae.

## Soorten
- O. aino (Bryk, 1915)
- O. cafra (Drury, 1780)
- O. catenata (Jordan, 1924)
- O. hesperia (Cramer, 1779)
- O. manifesta (Swinhoe, 1903)
- O. nerina (Drury, 1780)
- O. papilionaria (Jordan, 1924)
- O. papilionaris Jordan, 1924
- O. permagnifica Holland, 1893
- O. planax (Drury, 1780)
- O. vesperina Walker, 1854